# La señorita Elena
La señorita Elena es una telenovela venezolana realizada por Venevisión en el año 1974. Es una versión de la telenovela homónima realizada también por la misma cadena en 1967. 
Protagonizada por Adita Riera y José Luis Rodríguez "El Puma", y las participaciones antagónicas de Chelo Rodríguez y Alejandro Mata.

## Trama
La protagonista de la telenovela es Elena Carvajal, que acaba de graduarse como maestra de niños con problemas de aprendizaje. Elena vive con sus dos hermanas, Chelo y Lalita, en una humilde pensión de la señora Amada. Chelo le hace creer a sus hermanas que trabaja de noche como enfermera, cuando en realidad trabaja en un burdel vendiendo cigarros a los clientes, pero todo lo ha hecho para sacar a sus hermanas adelante. Gracias a su trabajo, encontrará el amor en César. 
Elena sufrió en el pasado un desengaño amoroso que la ha convertido en una mujer dura y fría con un profundo desprecio hacia a los hombres. Sin embargo, el destino la lleva a casa del severo juez Alejandro Navarro, un hombre seco, tosco y amargado por la infidelidad de su esposa, Deborah Lavalle. Alejandro, que desconfía de todas las mujeres, echó a Deborah de casa y ahora se ocupa él solo de la crianza de Álex, hijo de ambos, que tiene problemas para caminar y no quiere estudiar.
Elena es contratada por Alejandro para ayudar a Álex en sus estudios. Poco a poco, Elena no solo consigue que el niño supere sus problemas, sino que también le devuelve a Alejandro el deseo de ser feliz cuando surge el amor entre ambos. Sin embargo, surgen nuevos obstáculos cuando Deborah vuelve a casa con la intención de recuperar su familia y con el apoyo de Simona, su ama de llaves, Simona. También reaparece Ernesto Navarro, el hombre que le rompió el corazón a Elena en el pasado, y que resulta ser hermano de Alejandro.

## Elenco
- Adita Riera- Elena Carvajal
- José Luis Rodríguez "El Puma"- Alejandro Navarro
- Chelo Rodríguez- Deborah Lavalle
- Esperanza Magaz- Simona
- Eva Blanco- Chelo
- Hilda Breer
- Olga Castillo- Regina
- Leyda Torrealba- Piroca
- Martín Lantigua
- Luis Abreu
- Luis Silva
- Chela D'Gar- Señora Amada
- Mary Soliani- Lalita
- Hugo Rojas- Alex
- Alejandro Mata- Ernesto
- José Oliva- César
- Lourdes Medrano- Madre
- Dilia Waikkarán- Carcelera
- Luis Gerardo Tovar - Abogado de Elena

## Otras versiones
- La señorita Elena, versión original realizada por la cadena venezolana Venevisión en el año de 1967. Escrita por Delia Fiallo fue protagonizada por Marina Baura y José Bardina.

- Atrevete, realizada en el año de 1986 por la cadena venezolana RCTV, fue producida por Henry Márquez y protagonizada por Caridad Canelón y Pedro Lander.

- Vivo por Elena, realiza en México por Televisa en 1998, producida por Juan Osorio y protagonizada por Victoria Ruffo y Saúl Lisazo.